# تبدیل زیستی

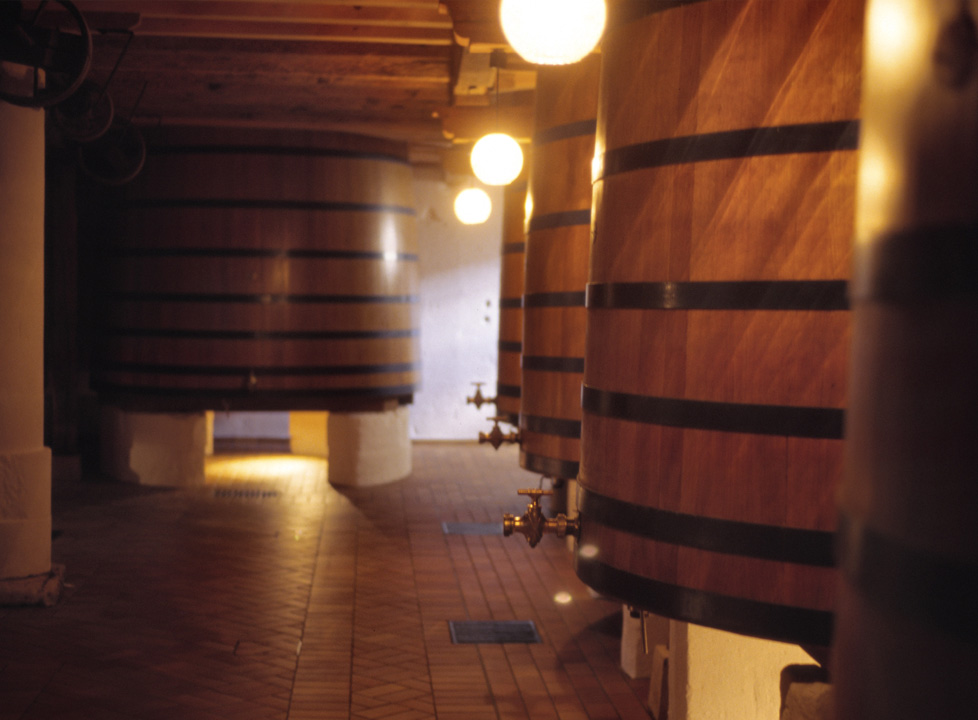
تصویری از یک آزمایشگاه تبدیل زیستی

تبدیل زیستی (به انگلیسی: Bioconversion)، اصطلاحی به عنوان سوخت و ساز شناخته شده‌است که به کاربرد جانداران زنده که اغلب ریز جانداران هستند و برای انجام یک واکنش شیمیایی که به وسیله روش‌های غیرزیستی گران‌تر و شاید غیرممکن اشاره می‌کند و در اصطلاح به یک ماده شیمیایی تبدیل می‌شوند. به عنوان مثال، تولید صنعتی یک گام از تبدیل زیستی، پروژسترون به هیدروکسیل ۱۱، توسط انواع قارچ‌های ریز است.
مثال دیگر از این تبدیل، مواد آلی مانند گیاهان یا فضولات جانداران است که به محصولات یا منابع انرژی قابل استفاده توسط فرآیندهای بیولوژیکی تبدیل می‌شوند. از جمله این تبدیل کننده‌ها می‌توان به ریزجانداران خاص و برخی آنزیم‌ها اشاره کرد.
تبدیل مواد آلی، مانند گیاهان و فضولات جانوری، به محصولات قابل استفاده یا منابع انرژی توسط فرایندهای بیولوژیکی از جمله ریزجانداران ویژه است.
گروه علم و تکنولوژی تبدیل زیستی، رشتهٔ R&D را برای بخش انرژی (DOE) که به کاربرد پردازش‌های زیستی به خصوص زیست‌توده وابسته است، ایجاد کرده‌است. پردازش زیستی، ترکیبی از رشته‌های مهندسی شیمی، میکروب‌شناسی و بیوشیمی است. نخستین نقش گروه، تحقیق دربارهٔ مصرف ریزجانداران، کنسرسیوم میکروبی و آنزیم‌های میکروبی در تحقیقات بیوانرژی است.
فرایندهای جدید تبدیل اتانول سلولزی، باعث افزایش تنوع و حجم مادهٔ خامی که از طریق فرایند به دست می‌آیند شده‌است. مواد خام در حال حاضر شامل مواد مشتق‌شده از پسماندهای گیاهی و جانوری مانند کاغذ، لاستیک‌ها، پارچه، مصالح ساختمانی، زباله جامد شهری (MSW)، بدبو و فاضلاب و … می‌شود.

## سه مرحله مختلف برای تبدیل زیستی
- یک ، هیدرولیز آنزیمی - تنها یک منبع از مواد خام، برای مثال علف، با آنزیم‌های قوی که تبدیل مواد سلولزی به قند را بر عهده دارند مخلوط می‌شوند و پس از آن می‌تواند به اتانول تخمیر شود.

جنسر و
نووزیمس، دو شرکت هستند که کمک‌های مالی وزارت نیرو در ایالت متحده برای تحقق کاهش هزینه‌های فرایندهای سلولزی و تولید آنزیم کلیدی در تولید سلولزی اتانول توسط این فرایند سلولزی) را دریافت کرده‌اند.
- دو، تخمیر گاز سنتز - مخلوطی از مواد خام، بیش از ۳۰٪ آب در یک محیط بسته تبدیل به گاز سنتز می‌شود که عمدتاً شامل ترکیب‌های کربن مونوکسید و گاز هیدروژن است. گاز سنتزی که سرد است، از طریق قرار گرفتن در معرض باکتری یا دیگر کاتالیزورها به محصولات قابل استفاده تبدیل می‌شود.

بی آر ال انرژی ال ال سی (BRL ENERGY LLC) شرکتی پیشرو در فایت ویل است که برای تبدیل انواع زباله به اتانول از تخمیر گاز سنتز استفاده می‌کند. پس از تبدیل به گاز، از باکتری‌های بی هوازی برای تبدیل گاز سنتز (CO, CO2, و H2) به اتانول استفاده می‌شود.
- سه .C.O.R.S[۱] و کمپوست جانوری، از تکنولوژی‌های پایدار هستند[۲] که از مواد آلی تغذیه و برای کاهش زباله‌های آلی به خوراک دام و روغن کیفیت بالا برای صنعت بیودیزل استفاده می‌کنند.[۳]

سازمان پیشگام جدیدی که رویکرد مدیریت زباله را بر عهده دارد، EAWAG,
اس آر بین‌المللی و تبدیل زیستی که سیستم e-CORS® را تهیه کرده‌است، برای مواجهه شدن با حجم زیادی از پسماند ارگانیک که به آن نیاز است، و برای پایداری محیط و کشاورزی، این نوع از سیستم مهندسی نوآوری قابل توجهی را معرفی می‌کند که توسط مدولاسیون خودکار از رفتار، توانایی سازگاری شرایط این سیستم با زیست‌شناسی است و سبب بهبودی عملکرد و قدرت این فناوری می‌شود.